# Xianglong, Chongqing
Xianglong (kinesiska: 香龙) är en köping i sydvästra Kina. Den ligger i stadsdistriktet Hechuan i storstadsområdet Chongqing, omkring 78 kilometer norr om det centrala stadsdistriktet Yuzhong. Antalet invånare är 25 006. Befolkningen består av 12 138 kvinnor och 12 868 män. Barn under 15 år utgör 21,0 %, vuxna 15-64 år 62 %, och äldre över 65 år 16,0 %.